# Karl Lindemann-Frommel

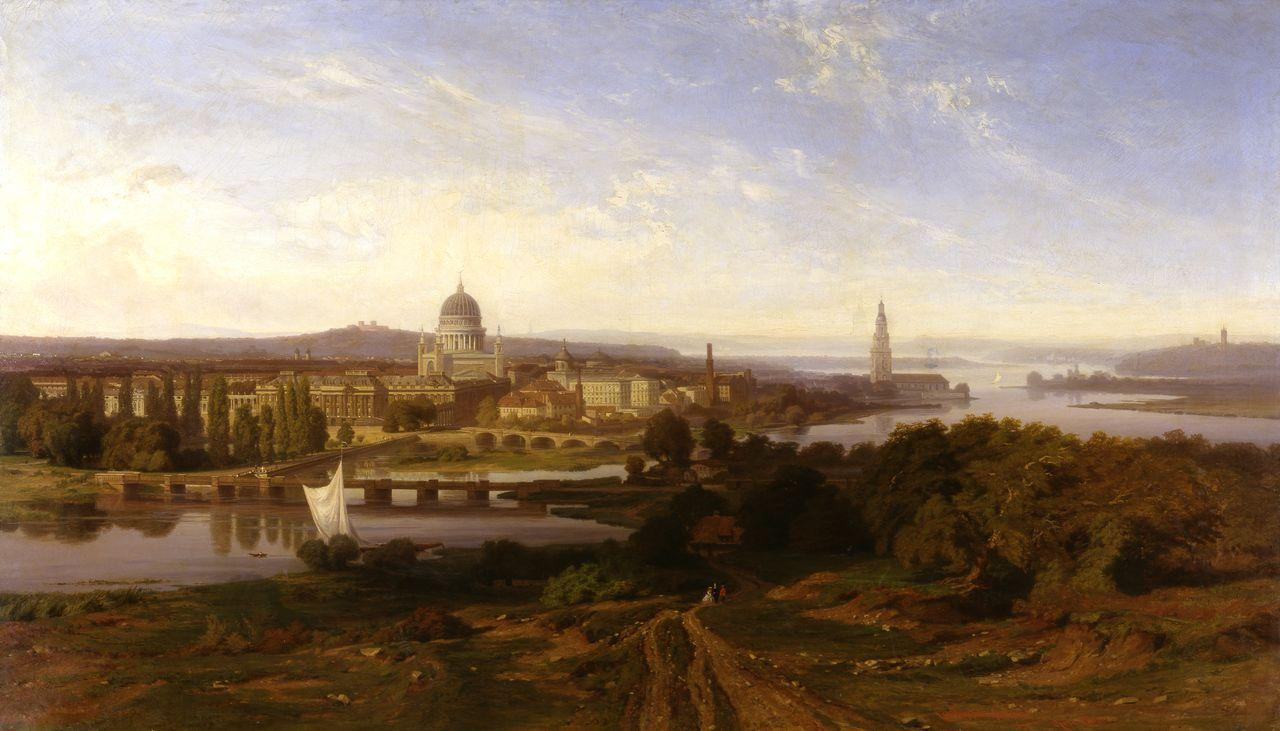
Blick auf die Stadt Potsdam vom Brauhausberg, 1861, Potsdam Museum

Vignetten aus Rom (1846?)

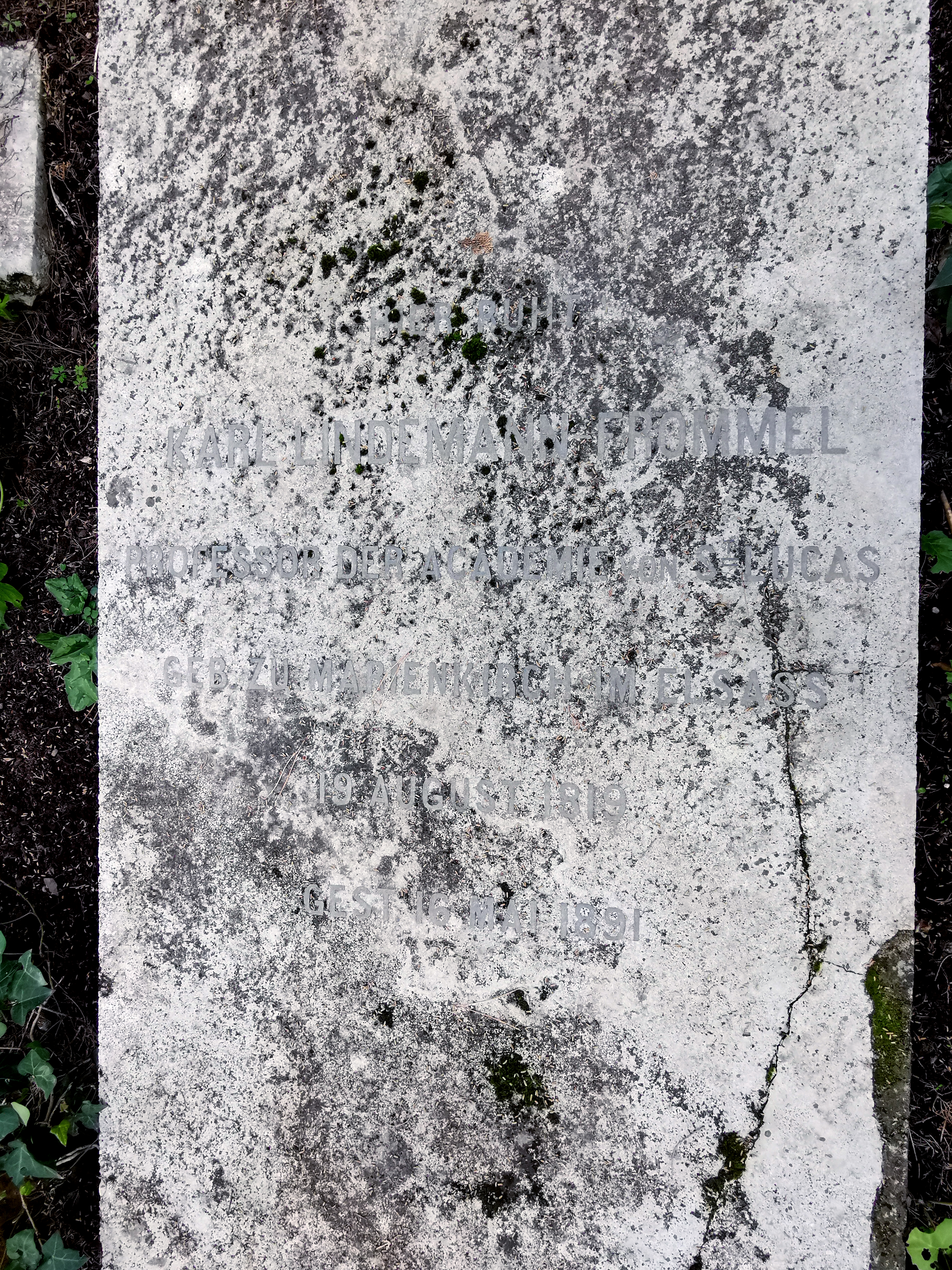
Grab auf dem Nichtkatholischen (Protestantischen) Friedhof Rom

Karl August Lindemann-Frommel (* 19. August 1819 in Markirch, Oberelsass; † 16. Mai 1891 in Rom) war Landschaftsmaler und Lithograf.

## Leben
Lindemann wurde im Elsass als viertes Kind der Eheleute Karl August Philipp Lindemann (1776–1828) und Catharina Philippina Frommel (1787–1841) geboren. Sein Vater, ein Fabrikbesitzer, starb, als Lindemann neun Jahre alt war. Das Sorgerecht übernahm sein Onkel Carl Ludwig Frommel, der in Karlsruhe Professor für Malerei und Kupferstich sowie Direktor der Großherzoglichen Gemäldegalerien war. Bei Frommel, der ihn später adoptierte, lernte Lindemann den Beruf des Künstlers. Sein zweiter einflussreicher Lehrer war Carl Rottmann.
Von 1844 bis 1849 bereiste Lindemann Italien, das später zu seiner Wahlheimat werden sollte. In Rom wurde er 1845 Gründungsmitglied des Deutschen Künstlervereins. Er lernte den vier Jahre jüngeren Karl Christian Andreae kennen und regte ihn zu Studien italienischer Landschaften an.
Später lebte er in München und Paris, wo er die Ölmalerei vertiefte. Am 25. November 1851 heiratete er in Heinsheim, Baden, die Auguste Luise Karoline Freiin von Racknitz (1826–1876). In München wurde 1852 sein Sohn Manfred Lindemann-Frommel geboren, der Talent und Beruf des Vaters erbte und später Marinemaler, Architekt und Kunstprofessor wurde.
1856 ließ sich Karl Lindemann-Frommel in Rom nieder, wo er als Professor an die Akademie San Luca berufen wurde. In Rom lebte und arbeitete er bis zu seinem Tod im Jahre 1891.

## Werk
Von Lindemann-Frommel sind eine große Zahl von Landschaftszeichnungen, Lithografien, Ölgemälden und Aquarellen erhalten. Im 19. Jahrhundert galt er als einer der besten deutschen Landschaftsmaler, der durchaus mit einem Oswald Achenbach verglichen wurde. Lindemanns Werk galt jedoch nie als bahnbrechend oder besonders einflussreich, weswegen er heute fast vergessen ist.
Meyers Konversations-Lexikon von 1908 berichtet über Lindemann:

„Als Frucht seiner […] Studien [in Italien] veröffentlichte er eine Reihe Ansichten von Rom, Neapel, Florenz etc. in teilweise kolorierten Lithographien (Leipz. 1851 ff.), denen 1858 lithographierte Blätter nach Motiven aus den Pontinischen Sümpfen und 24 Blatt Potsdamer Ansichten (folgen) sollten. […] Die hauptsächlichsten seiner romantisch aufgefaßten, koloristisch glänzenden Ölgemälde sind: Klosterhof in Albano, La Spezia (Kunsthalle in Karlsruhe), Villa Mattei, Strand von Viareggio, aus Capri, am Nemisee, die Kaiserpaläste in Rom, Rocca di Papa, Villa Melini in der Campagna. Er hat auch Illustrationen für den Holzschnitt gezeichnet (z. B. zu „Capri“ von Gregorovius).“

Der umfangreiche Nachlass des Malers ist seit dem Jahr 2003 im Besitz des Martin von Wagner Museums an der Universität Würzburg.